# 科园大道站
科园大道站是南宁轨道交通3号线的地铁车站，位于中华人民共和国广西壮族自治区南宁市西乡塘区振兴路与科园大道交叉口西侧，为3号线西端终点站，于2019年6月6日开通。

## 车站结构
科园大道站位于振兴路与科园大道交叉口西侧，沿振兴路设置，呈东西走向，为地下两层岛式站台车站，车站长563.5米，标准段宽19.7米，车站地下一层为站厅层，地下二层为站台层，站台设置全高站台门。车站东侧设有一条单渡线，西侧设有一条存车线，并设两条出入段线，连通心圩车辆段。
| 地面              | 出入口 | A、B1、B2、D出入口                                                                            |
| 地下一层          | 站厅   | 客服中心、自动售票机、验票机                                                                  |
| 地下二层          | 站台   | \| \| \| █ 3号线落客 \| \| 島式 · 開左邊车门 \| \| \| \| \| \| █ 3号线往平良立交（创业路） \| |
|                   |        | █ 3号线落客                                                                                   |
| 島式 · 開左邊车门 |        |                                                                                               |
|                   |        | █ 3号线往平良立交（创业路）                                                                   |

## 出入口
科园大道站目前开放4个出入口，各出口及周围设施如下所示：
| 编号                | 出入口信息                 | 照片 | 无障碍设施 |
| ------------------- | -------------------------- | ---- | ---------- |
| A · 出口 · （设有） | 振兴路，高新二路，新康西路 |      |            |
| B · 1 · 出口        | 振兴路，高新二路           |      | 不適用     |
| B · 2 · 出口        | 振兴路，科园大道           |      | 不適用     |
| D · 出口            | 振兴路，滨河路             |      | 不適用     |
| 图例： 设有         |                            |      |            |

## 接驳交通

### 公交车
- 振兴科园路口：88路，100路

## 车站历史
本站工程名与正式站名均为科园大道站，以车站东侧的科园大道命名。
- 2019年6月6日，车站随3号线一期通车开通[2]。